# Hydrotaea nigribasis
Hydrotaea nigribasis är en tvåvingeart som beskrevs av Stein 1913. Hydrotaea nigribasis ingår i släktet Hydrotaea och familjen husflugor. Inga underarter finns listade i Catalogue of Life.